# ماجد حسن
ماجد حسن (انگلیسی: Majed Hassan؛ زاده ۱ اوت ۱۹۹۲) یک بازیکن فوتبال اهل امارات متحده عربی است.
وی همچنین در تیم ملی فوتبال امارات متحده عربی بازی کرده‌است.